# The Sea Flower
The Sea Flower er en amerikansk stumfilm fra 1918 af Colin Campbell.

## Medvirkende
- Juanita Hansen - Lurline
- Gayne Whitman - Truxton Darnley
- Fred Huntley
- Eugenie Besserer - Kealani
- Fred Starr - Gus Olsen